# Trzemcha Dolna
Trzemcha Dolna – wieś sołecka w Polsce położona w województwie mazowieckim, w powiecie lipskim, w gminie Sienno.
| SIMC    | Nazwa   | Rodzaj    |
| ------- | ------- | --------- |
| 1054452 | Pomorze | część wsi |

W latach 1975–1998 miejscowość administracyjnie należała do województwa radomskiego.
Wierni Kościoła rzymskokatolickiego należą do parafii św. Zygmunta w Siennie.